# Мерангин
Мерангин (индон. Merangin) — округ в провинции Джамби. Административный центр — город Бангко.

## История
Округ образован в 1999 году.

## Население
Согласно оценке 2010 года, на территории округа проживало 333 206 человек.

## Административное деление
Округ делится на следующие районы:
- Бангко
- Бангко Барат
- Батанг Масумай
- Джангкат
- Лембах Масурай
- Марго Табир
- Муара Сиау
- Нало Тантан
- Паменанг
- Паменанг Барат
- Паменанг Селатан
- Пангкалан Джамбу
- Ренах Паменанг
- Ренах Пембараб
- Сунгай Манау
- Сунгай Тенанг
- Табир
- Табир Барат
- Табир Илир
- Табир Линтас
- Табир Селатан
- Табир Тимур
- Табир Улу
- Тианг Пумпунг